# 川口市立榛松中学校
川口市立榛松中学校（かわぐちしりつ はいまつちゅうがっこう）は、埼玉県川口市榛松にある公立中学校。
通称「はいちゅう」。

## 概要
川口市は公立学校選択制を取り入れているが、川口市教育委員会の方針によって2014年度の新入生より学区外からの通学でも自転車通学は禁止になった。

## 沿革
- 1978年4月1日 - 川口市立東中学校を分離して川口市立榛松中学校として開校
- 1978年7月2日 - 校旗、校歌制定[2]

## 教育目標
- かしこく
- 美しく
- たくましく[3]

## 部活動

### 運動部
- 野球部
- サッカー部
- バスケットボール部（男子）
- バスケットボール部（女子）
- ハンドボール部（男子）
- ハンドボール部（女子）
- ソフトテニス部（男子）
- ソフトテニス部（女子）
- 卓球部（男子）
- バレーボール部（女子）
- 水泳部
- 剣道部[4]

### 文化部
- 総合文化部
- 吹奏楽部[4]

## 通学区域
- 新堀 - 一部
- 新堀町 - 全域
- 榛松1丁目 - 全域
- 榛松2丁目 - 全域
- 榛松3丁目 - 全域
- 榛松 - 一部
- 東本郷 - 一部
- 峯 - 一部[5]